# Almindelig pilblad
Almindelig pilblad (Sagittaria sagittifolia) eller bare kaldet Pilblad er en 30-90 cm høj vandplante, der i Danmark vokser i næringsrige søer, vandløb og marskgrøfter.

## Beskrivelse
Pilblad er en flerårig, urteagtig plante med en løs vækst, som består af rosetstillede blade og blomsterbærende stængler. Bladene har lange, hårløse stilke, og de er pilespids-formede (undervandsblade kan dog være båndformede) med hel rand. Hovedribberne er omtrent parallelle med skråtstillede sideribber. Begge bladsider er mørkt græsgrønne.
Blomstringen sker i juli-september, hvor man finder blomsterne i endestillede stande på trekantede, bladløse stængler. Standen består af dels hanlige og dels hunlige blomster. De hanlige har mange, mørkerøde støvdragere, mens de hunlige har mange, ligeledes røde frugtknuder. Blomsterne har tre, hvide blosterblade med rød midte. Frugterne er samlinger af små nødder, der kan spredes gennem luften og flydende på vand.
Rodnettet består af trævlede rødder, lange udløbere og valnøddestore jordknolde. Knoldene danner selvstændige planter det følgende år.
Højde x bredde og årlig tilvækst: 0,75 x 0,50 m (75 x 50 cm/år), heri ikke medregnet nye planter fra rodknoldene.

## Voksested
Arten er udbredt i Kaukasus, Sibirien og det vestlige Kina samt i Europa, herunder i Danmark, hvor den dog er ret sjælden i Sønderjylland, på Fyn, Langeland og Sjælland. Planten er knyttet til plantesamfund langs kalk- og næringsrige vandløb med forholdsvis rolig strøm.
Langs Gudenåen findes arten sammen med andre kantplanter, bl.a. brudelys, dyndpadderok, engforglemmigej, enkelt pindsvineknop, lancetbladet ærenpris, smalbladet mærke, sumpforglemmigej, søkogleaks, vandmynte og vejbredskeblad
| Portal | Portal:Botanik |

## Note
1. ↑  Gudenåkomiteen: Vegetationen i Gudenåen 2001 (Webside ikke længere tilgængelig)